# Gmina Kastrat
Gmina Kastrat (alb. Komuna Kastrat) – gmina miejska położona w północno-zachodniej części kraju. Administracyjnie należy do okręgu Malësi e Madhe w obwodzie Szkodra. Jej powierzchnia wynosi 12 870 ha. W 2012 roku populacja wynosiła 12 365 mieszkańców. Największą miejscowością gminy jest Bajzë, które zamieszkuje ponad 2300 osób.
W skład gminy wchodzi trzynaście miejscowości: Bajzë, Ivanaj, Aliaj, Gradec, Hot, Jeras, Pjetroshan, Rraps, Vukpalaj, Premal, Goraj-Budishtë, Kastrat, Bratosh.